# Sébastien Grignard
Sébastien Grignard (Mons, Valônia, 29 de abril de 1999) é um ciclista belga que compete com a equipa Lotto Dstny.

## Biografia
Sébastien converte-se em ciclista profissional em 2021 com a equipa UCI World Tour Lotto Soudal, que o contratou por dois anos. Em abril fez parte da escapada do dia na Amstel Gold Race.
Em abril de 2022 competiu no Volta à Flandres, onde participou na primeira fuga.

## Palmarés
- Ainda não tem conseguido vitórias como profissional.

## Resultados em Grandes Voltas
| Corrida | Corrida         | 2021 | 2022 | 2023 |
| ------- | --------------- | ---- | ---- | ---- |
|         | Giro d'Italia   | —    | —    | —    |
|         | Tour de France  | —    | —    | —    |
|         | Volta a Espanha | —    | —    |      |

—: não participa
Ab.: abandono

## Equipas
- Lotto (2021-)
  - Lotto Soudal (2021-2022)
  - Lotto Dstny (2023-)